# Turkije op de Olympische Winterspelen 1936
Tijdens de Olympische Winterspelen van 1936, die in Garmisch-Partenkirchen (Duitsland) werden gehouden, nam Turkije voor de eerste keer deel.

## Deelnemers en resultaten

### Alpineskiën
| Olympiër       | Discipline     | Resultaat | Prestatie                                    |
| -------------- | -------------- | --------- | -------------------------------------------- |
| Nazım Aslangil | combinatie (m) | dnf       | niet gefinisht afdaling: 13.56,8 slalom: dq  |
| Reşat Erceş    | combinatie (m) | dnf       | niet gefinisht afdaling: 22.44,2 slalom: dns |
| Ülker Pamir    | combinatie (m) | dnf       | niet gefinisht afdaling: 14.18,4 slalom: dq  |
| Mahmut Şevket  | combinatie (m) | dnf       | niet gefinisht afdaling: 14.19,2 slalom: dns |

### Langlaufen
| Olympiër                                            | Discipline            | Resultaat | Prestatie                                  |
| --------------------------------------------------- | --------------------- | --------- | ------------------------------------------ |
| Mahmut Şevket                                       | 18 km (m)             | 72e       | 2:09.36                                    |
| Cemal Tiğin                                         | 18 km (m)             | dnf       | opgave                                     |
| Reşat Erceş Sadri Erkılıç Cemal Tiğin Mahmut Şevket | 4x10 km estafette (m) | dnf       | opgave (1:14.59 / 1:04.06 / 1:10.26 / dnf) |

Australië · België · Bulgarije · Canada · Duitsland · Estland · Finland · Frankrijk · Griekenland · Groot-Brittannië · Hongarije · Italië · Japan · Joegoslavië · Letland · Liechtenstein · Luxemburg · Nederland · Noorwegen · Oostenrijk · Polen · Roemenië · Spanje · Tsjecho-Slowakije · Turkije · Verenigde Staten · Zweden · Zwitserland